# 幽玄漫玉日記
『幽玄漫玉日記』（ゆうげんまんたまにっき）は、桜玉吉作のギャグ漫画。「漫玉日記」シリーズの第2作。著者の単行本としては最長の6巻。

## 概要
『月刊コミックビーム』1998年1月号より連載開始。前作『防衛漫玉日記』の連載終了後、桜玉吉は病院で軽いうつ病と診断される。漫画家という孤独な仕事にその原因があると考えた玉吉はペンを擱くことを決心する。しかし担当編集者であるヒロポンの「何でも独力でやろうとし過ぎる。もっと組織的な活動をすべきである」とのまじめな説得に思いとどまり、漫画家活動のための有限会社設立を決めるのだった。
『防衛漫玉日記』とほぼ同じ日記漫画の形式をとる内容だが、この頃より鬱の症状及びそれに伴う前衛的な表現が出始め、通常のエッセイ漫画形式の内容から、個人の独白のような内容が出始める。画風もデフォルメタッチの表現から、水彩画まで幅広くあり、終盤は後の『御緩漫玉日記』に繋がる現実と虚構が交錯する独特の内容となっており、一部において高い評価を得た。

## 登場人物
桜玉吉
作者本人。有限会社「玉屋」取締役。ゲームソフト『ピキーニャ! エクセレンテ』のキャラクターデザインも勤める。
ヒロポン
コミックビーム編集者にして玉屋の影の社員。本名・広瀬栄一。
O村
コミックビーム編集長にして玉屋の影の社員。本名・奥村勝彦。
Fさん
税理士。玉吉と同い年で趣味にも共通点があり、玉屋設立を全面的にサポートする事になる。
みげー
玉屋初のバイト社員。漫画家の肉柱ミゲルである。
ちょりそ
「ちょりぞう」とも表記される。学生時代からの玉吉の友人にしてプロの造形作家。ピキーニャ人形の作成等、玉屋の営業活動に参加する。本名・牧野伸康。
オーバ君
作中の後半に登場。本作後半からの玉吉の担当。まじめでかつ有能な新人社員だが怒ると口がタコのようになる。キャラ立てのために頭にスニーカー等を乗せるようになったが、長続きしなかった。
ぱそみちゃん
作中のヒロイン。調布市に住む無職の女性。髪型はショートカット。常に鼻水を垂らしている猫背の少女。玉吉によく食事を、ねだったりする。『なぁゲームをやろうじゃないか!!』でも「ぺそみちゃん」として登場する。

## 単行本
ビームコミックス（アスペクトコミックス）版
1. 1998年12月初版刊行 ISBN 4757701306
2. 1999年7月初版刊行 ISBN 4757704968
3. 2000年6月初版刊行 ISBN 4757700342
4. 2001年2月初版刊行 ISBN 475770335X
5. 2001年11月初版刊行 ISBN 4757706685
6. 2002年6月初版刊行 ISBN 4757709048

文庫版（全4巻に再編）
1. 2008年12月初版刊行 ISBN 978-4757746145
2. 2008年12月初版刊行 ISBN 978-4757746152
3. 2009年2月初版刊行 ISBN 978-4757746169
4. 2009年2月初版刊行 ISBN 978-4757746572